# Rachel Bloom
Rachel Leah Bloom (Los Angeles, 3 aprile 1987) è un'attrice, comica, sceneggiatrice doppiatrice, produttrice televisiva e cantante statunitense.
Divenuta famosa per il ruolo di Rebecca Bunch nella commedia drammatica Crazy Ex-Girlfriend, serie per cui ha vinto un Golden Globe per la miglior attrice in una serie commedia o musicale,  un Critics' Choice Television per la miglior attrice in una serie commedia e un Primetime Emmy Awards come compositrice della colonna sonora della serie.

## Biografia
Nata a Los Angeles e cresciuta a Manhattan Beach, è figlia di Shelli (nata Rosenberg) ed Alan Bloom. È di famiglia ebraica.

## Filmografia

### Attrice

#### Cinema
- Bob vs. Society, regia di David Pring-Mill (2009)
- Accademia del bene del male (The School for Good end Evil), regia di Paul Feig (2022)
- Da me o da te (Your Place or Mine), regia di Aline Brosh McKenna (2023)

#### Televisione
- Blog of a Pool Boy, regia di A.J. Morales  – film TV (2009)
- How I Met Your Mother – serie TV, episodio 7x16 (2012)
- Crazy Ex-Girlfriend – serie TV, 62 episodi (2015–2019)
- Portlandia – serieTV, episodio 8x03 (2018)
- IZombie – serie TV, episodio 4x06 (2018)
- Elena, diventerò presidente (Diary of a Future President) – serie TV, episodio 1x04 (2020)
- Into the Dark – serie TV, episodio 2x07 (2020)
- ICarly – serie TV, 2x05 (2022)
- Julia – serie TV, episodio 2x01 (2022)
- Reboot – serie TV, 8 episodi (2022)

#### Reality Show
- RuPaul's Drag Race – reality show, episodio 12x09 (2020)
- Terra chiama Ned (Earth to Ned) – talk show, episodio 10 (2020)

### Doppiatrice
- Robot Chicken – serie TV, 17 episodi (2012–2014)
- BoJack Horseman – serie TV, 5 episodi (2014–2016)
- My Little Pony - L'amicizia è magica – serie TV, episodio 8x23 (2018)
- Angry Birds 2 - Nemici amici per sempre (The Angry Birds Movie 2), regia di Thurop Van Orman e John Rice (2019)
- Trolls La festa continua! – serie TV, 2 episodi (2019)
- Trolls World Tour, regia di Walt Dohrn e David P. Smith (2020)
- Muppet Babies – serie TV, 2 episodi (2020)
- Vampirina – serie TV, 2 episodi (2020)
- Trolls - Buone feste in armonia (Trolls: Holiday in Harmony), regia di Sean Charmatz e Tim Heitz (2021) - cortometraggio
- Estinti... o quasi (Extinct), regia di David Silverman e Raymond S. Persi (2021)
- Cip & Ciop agenti speciali (Chip 'n Dale Rescue Rangers), regia di Akiva Schaffer (2022)

## Doppiatrici italiane
Nelle versioni in italiano delle opere in cui ha recitato, Rachel Bloom è stata doppiata da:
- Perla Liberatori in Crazy Ex-Girlfriend,[N 1] Reboot
- Mariagrazia Cerullo in Terra chiama Ned
- Ilaria Egitto in iCarly (2021)

Come doppiatrice, è sostituita da:
- Marina Guadagno in BoJack Horseman
- Veronica Puccio in Angry Birds 2 - Nemici amici per sempre
- Elodie in Trolls World Tour
- Eva Padoan in Trolls - Buone feste in armonia
- Perla Liberatori in Estinti... o quasi
- Davide Doviziani in Cip & Ciop agenti speciali (Flounder)
- Silvia Alfonzetti in Cip & Ciop agenti speciali (madre di Cip)
- Barbara Sacchelli in Cip & Ciop agenti speciali (bootleg di Bart Simpson)
- Antonella Baldini in Robot Chicken (Ariel)